# Belgio ai Giochi della IV Olimpiade
Il Belgio partecipò ai Giochi della IV Olimpiade che si sono svolti a Londra dal 27 aprile al 31 ottobre 1908, con una delegazione di 70 atleti impegnati in undici discipline.

## Medaglie
| Medaglia | Nome   | Sport      | Evento                                  | -               |
| -------- | ------ | ---------- | --------------------------------------- | --------------- |
| Argento  | Belgio | Pallanuoto | Pallanuoto ai Giochi della IV Olimpiade | Torneo maschile |

## Risultati

### Pallanuoto
| Atleta | Classifica                                                                  |                   |
| --- | --------------------------------------------------------------------------- | ----------------- |
| V · D · M Nazionale maschile belga di pallanuoto · Giochi olimpici - Londra 1908 Boin · Donners · Feyaerts · Grégoire · Meyboom · Michant · Pletincx · CT : - | Argento                                                                     |                   |
| Nazionale maschile belga di pallanuoto · Giochi olimpici - Londra 1908                                                                                        |                                                                             |                   |
| Boin · Donners · Feyaerts · Grégoire · Meyboom · Michant · Pletincx · CT: -                                                                                   | Boin · Donners · Feyaerts · Grégoire · Meyboom · Michant · Pletincx · CT: - | Belgio (bandiera) |